# Stalker (serie de televisión)
Stalker es una serie de televisión estadounidense creada por Kevin Williamson y transmitida por CBS. Se estrenó el 1 de octubre de 2014.

## Argumento
El detective Jack Larsen (Dylan McDermott) es el reciente trasladado al TAU del departamento de homicidios de la ciudad de Nueva York, cuya confianza, fuerte personalidad y comportamiento cuestionable le ha hecho tener problemas antes- pero cuyo comportamiento del pasado también puede resultar útil en su nuevo trabajo. Su jefa, la teniente Beth Davis (Maggie Q), es fuerte, centrada y una experta en su campo, impulsada por una experiencia traumática personal pasada. Con el resto del equipo, integrado por el joven y entusiasta detective Ben Caldwell (Victor Rasuk) y la engañosamente inteligente detective Janice Lawrence (Mariana Klaveno), se encargan de evaluar el nivel de amenaza de los casos y responder ante los acechos e intimidación que se salen de control, mientras tratan de mantener sus obsesiones personales en secreto.

## Reparto

### Principal
| Actor           | Personaje                      |
| --------------- | ------------------------------ |
| Maggie Q        | Teniente Beth Davis            |
| Dylan McDermott | Detective Jack Larsen          |
| Victor Rasuk    | Detective Ben Caldwell         |
| Mariana Klaveno | Detective Janice Lawrence      |
| Elisabeth Röhm  | Fiscal de distrito Amanda Tate |

### Secundario
| Actor           | Personaje               |
| --------------- | ----------------------- |
| Tara Summers    | Tracy Wright            |
| Erik Stocklin   | Perry Whitley / "Brody" |
| Gabriel Bateman | Ethan Taylor            |
| Warren Kole     | Trent                   |
| Chelsea Harris  | Belle                   |
| Eion Bailey     | Ray                     |
| Mira Sorvino    | Vicki Gregg             |

### Episódicos
| Actor          | Personaje    | Notas       |
| -------------- | ------------ | ----------- |
| Sammi Hanratty | Hannah       | Capítulo 2  |
| Preston Jones  | Paul         | Capítulo 3  |
| Louis Herthum  | Jimmy        | Capítulo 3  |
| Caity Lotz     | Melissa      | Capítulo 6  |
| Jessica Tuck   | Andrea Brown | Capítulo 6  |
| Raphael Sbarge | Drew         | Capítulo 12 |
| Phoebe Tonkin  | Nicole Clark | Capítulo 14 |

## Episodios
| N.º | Título                                                   | Director        | Guionista                        | Primera emisión         | Audiencia (en millones) |
| --- | -------------------------------------------------------- | --------------- | -------------------------------- | ----------------------- | ----------------------- |
| 1   | «Pilot» «Piloto»                                         | Liz Friedlander | Kevin Williamson                 | 1 de octubre de 2014    | 9.05                    |
| 2   | — «¿Qué fue de Baby James?»                              | Liz Friedlander | Sanford Golden & Karen Wyscarver | 8 de octubre de 2014    | 8.17                    |
| 3   | «Manhunt»                                                | Bronwen Hughes  | Brett Mahoney                    | 15 de octubre de 2014   | 7.87                    |
| 4   | «Phobia» «Fobia»                                         | Roxann Dawson   | Heather Zuhlke                   | 22 de octubre de 2014   | 7.37                    |
| 5   | «The Haunting» «El encantamiento»                        | Brad Turner     | Kevin Williamson                 | 29 de octubre de 2014   | 7.36                    |
| 6   | «Love is a Battlefield» «El amor es un campo de batalla» | Omar Madha      | Dewayne Jones                    | 05 de noviembre de 2014 | 7.34                    |
| 7   | «Fanatic» «Fanático»                                     | Kevin Bray      | Tamara Jaron                     | 12 de noviembre de 2014 | 7.02                    |
| 8   | «Skin» «Piel»                                            | Fred Toye       | Corey Evett & Matt Partney       | 19 de noviembre de 2014 | 7.98                    |
| 9   | «Crazy for You» «Loco por ti»                            | Liz Friedlander | Dawn DeNoon                      | 26 de noviembre de 2014 | 8.26                    |
| 10  | «A Cry for Help» «Un grito de ayuda»                     | Jeff Thomas     | Heather Zuhlke                   | 03 de diciembre de 2014 | 7.47                    |
| 11  | «Tell All» «Dile a todos»                                | David Rodríguez | Sean Hennen                      | 10 de diciembre de 2014 | 7.25                    |
| 12  | «Secrets and Lies» «Secretos y mentiras»                 | David Rodríguez | Sean Hennen                      | 14 de enero de 2015     | 7.80                    |
| 13  | «The News» «Las noticias»                                | David Rodríguez | Dewayne Jones                    | 21 de enero de 2015     | TBA                     |
| 14  | «My Hero» «Mi héroe»                                     | —               | Kevin Williamson                 | 28 de enero de 2015     | TBA                     |
| 15  | «Lost and Found» «Perdido y Encontrado»                  | —               | Kevin Williamson                 | 04 de febrero de 2015   | TBA                     |
| 16  | «Salvation» «Salvación»                                  | —               | —                                | 11 de febrero de 2015   | TBA                     |
| 17  | «Fun and Game» «Diversión y Juego»                       | —               | —                                | 18 de febrero de 2015   | TBA                     |